# Pergamasus crassipes
Pergamasus crassipes är en spindeldjursart som först beskrevs av Carl von Linné 1758.  Pergamasus crassipes ingår i släktet Pergamasus och familjen Parasitidae. Inga underarter finns listade i Catalogue of Life.